# Mercedes-Benz TN
Mercedes-Benz TN/T1 — семейство малотоннажных автомобилей компании Mercedes-Benz. Серийное производство автомобилей длилось с 1977 по 1995 год.

## История
В 1977 году Mercedes-Benz представил новый фургон, получивший внутреннее название T1. Другими обозначениями были серии TN / T1N («Transporter Neu» / «Transporter 1Neu») и Bremen Transporter, так как автомобиль впервые был построен на заводе Transporter-Plant в Бремене. В 1983—1984 годах производство автомобилей поэтапно было передано в Дюссельдорф. Внутренние обозначения шасси Baumuster: 601 (2,55-2,8 т GVWR), 602 (3,2-3,5 т GVWR) и 611 (4,6 т GVWR).
TN/T1 выпускался в виде микроавтобуса или фургона. В последних двух конфигурациях предлагалась версия с двойной кабиной. Имелись три колёсные базы с номинальной полной массой от 2,55 до 4,6 тонны. Бензиновые или дизельные двигатели Mercedes-Benz были доступны в качестве вариантов силовой установки для заднеприводного шасси. Самые известные версии Mercedes-Benz TN/T1 4x4 были сделаны компанией Iglhaut путём подгонки деталей G-Wagen к шасси TN/T1. Автомобили также были использованы в качестве преобразования фургонов, будучи гораздо крупнее, чем у Volkswagen Transporter. Ближайшими европейскими конкурентами были Volkswagen LT и Ford Transit. В 1995 году на смену семейству Mercedes-Benz TN/T1 пришло семейство Mercedes-Benz Sprinter.
На Филиппинах Mercedes-Benz T1 производился местной компанией Morales Motors под названием Atlas. Его также предлагали в качестве микроавтобуса или шасси для джипов и коммерческих грузовиков.

## Галерея

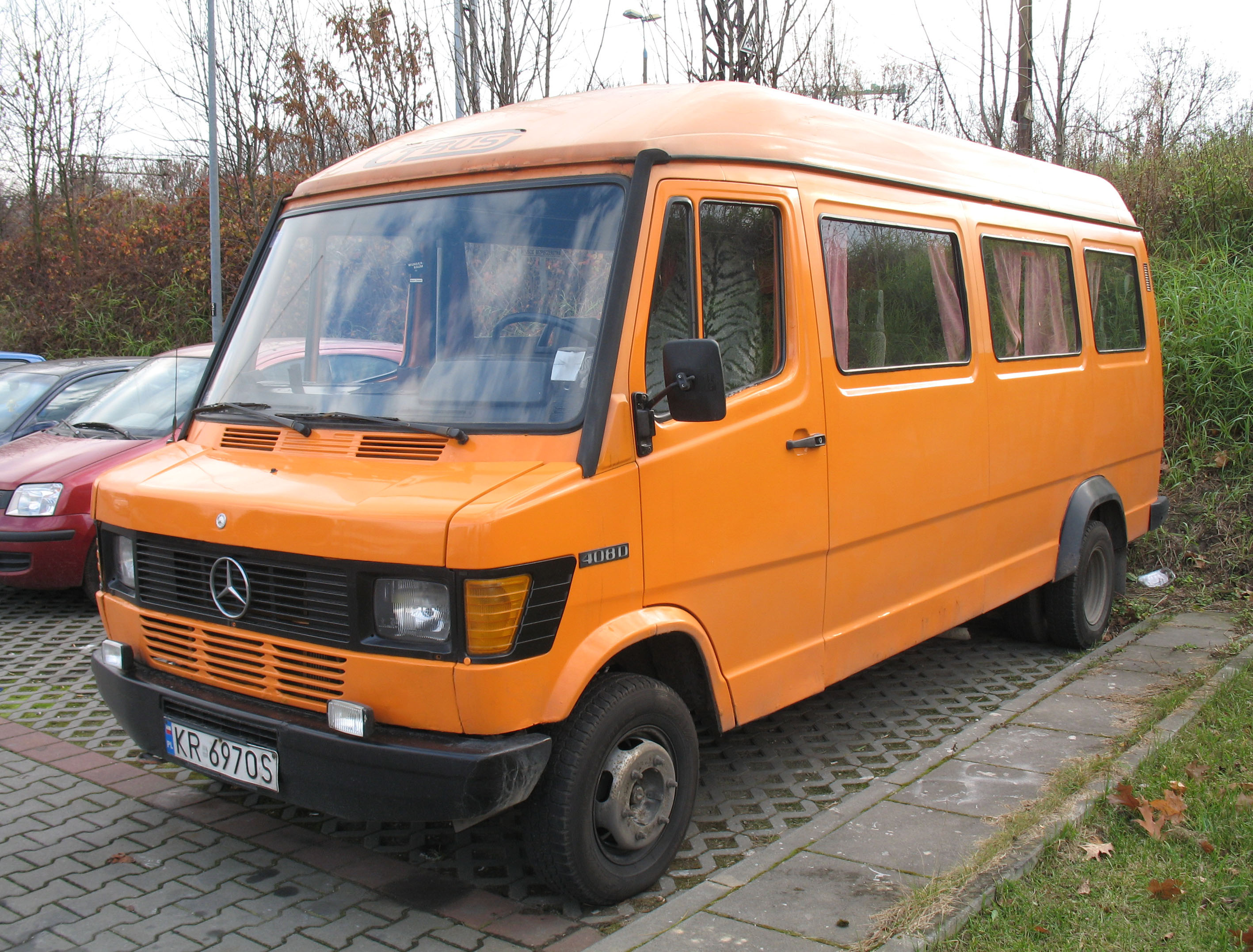
Микроавтобус Mercedes-Benz 408D с высокой крышей
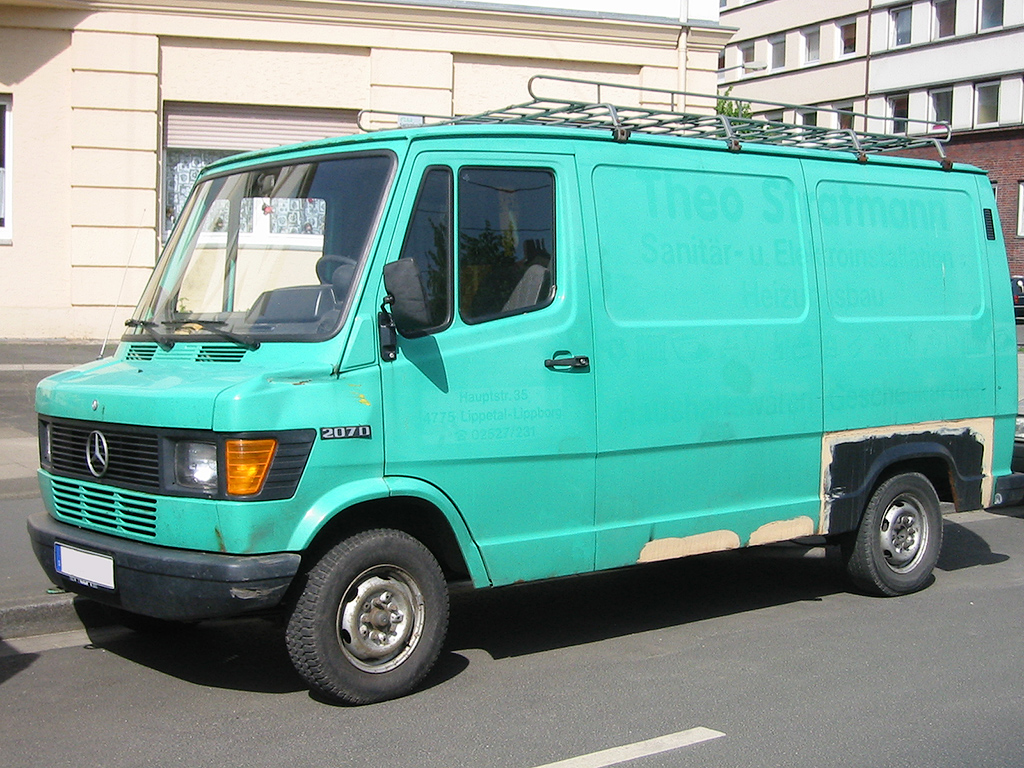
Mercedes-Benz 207D (вид спереди)
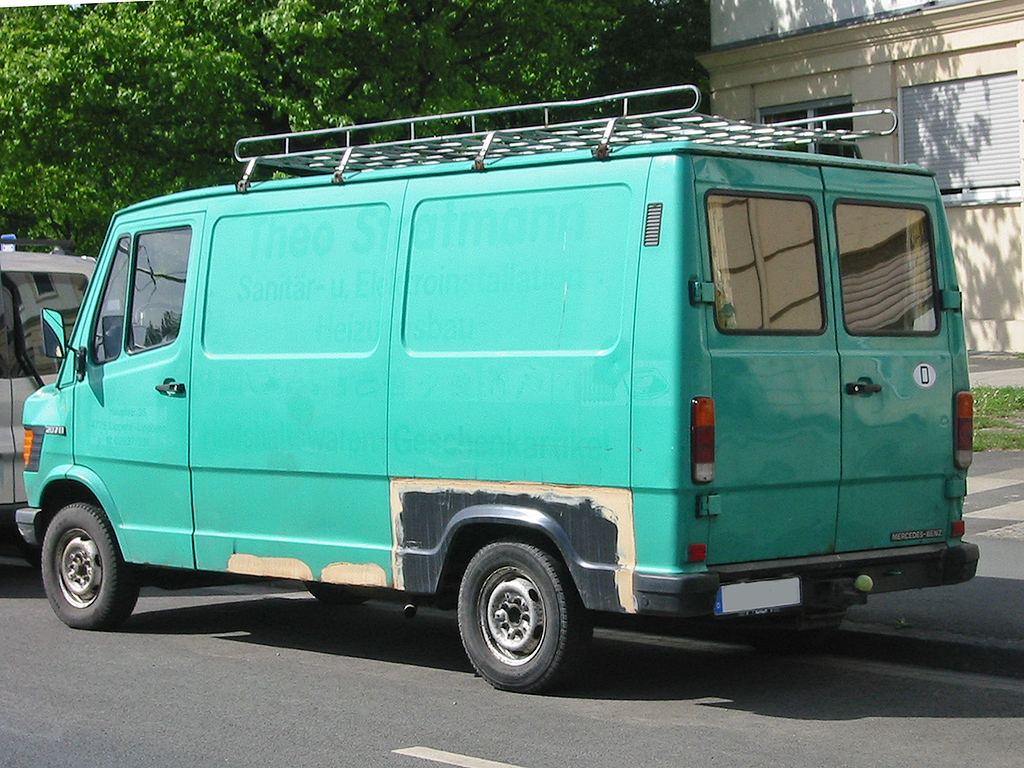
Mercedes-Benz 207D (вид сзади)
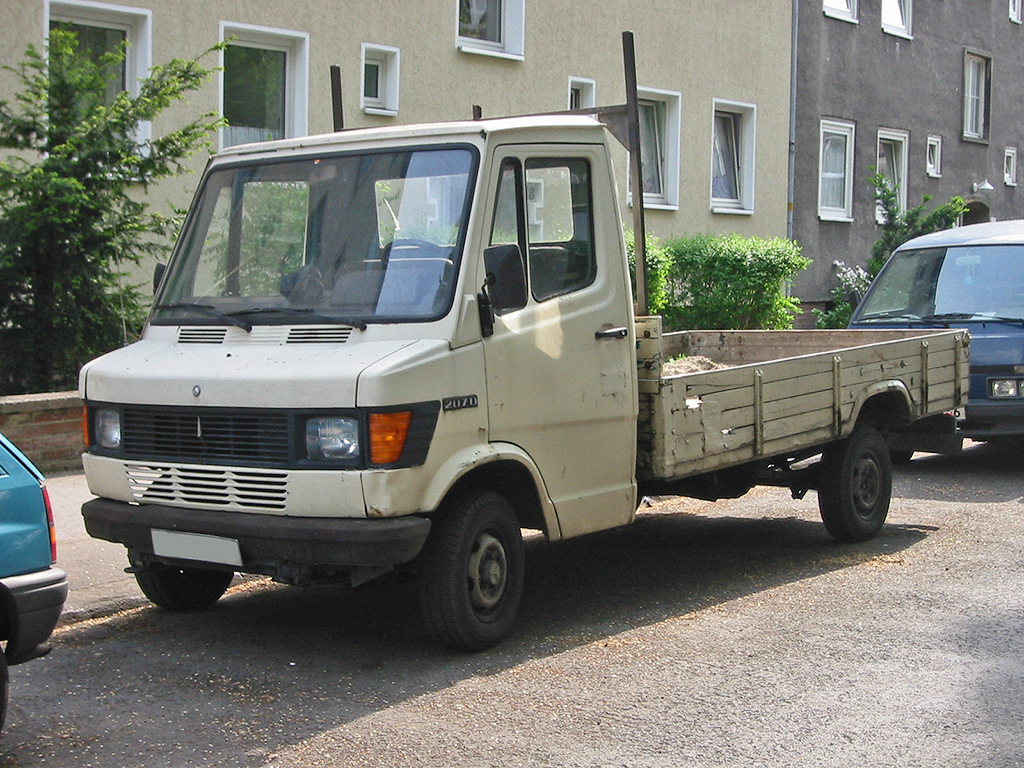
Бортовой Mercedes-Benz 207D с одинарной кабиной
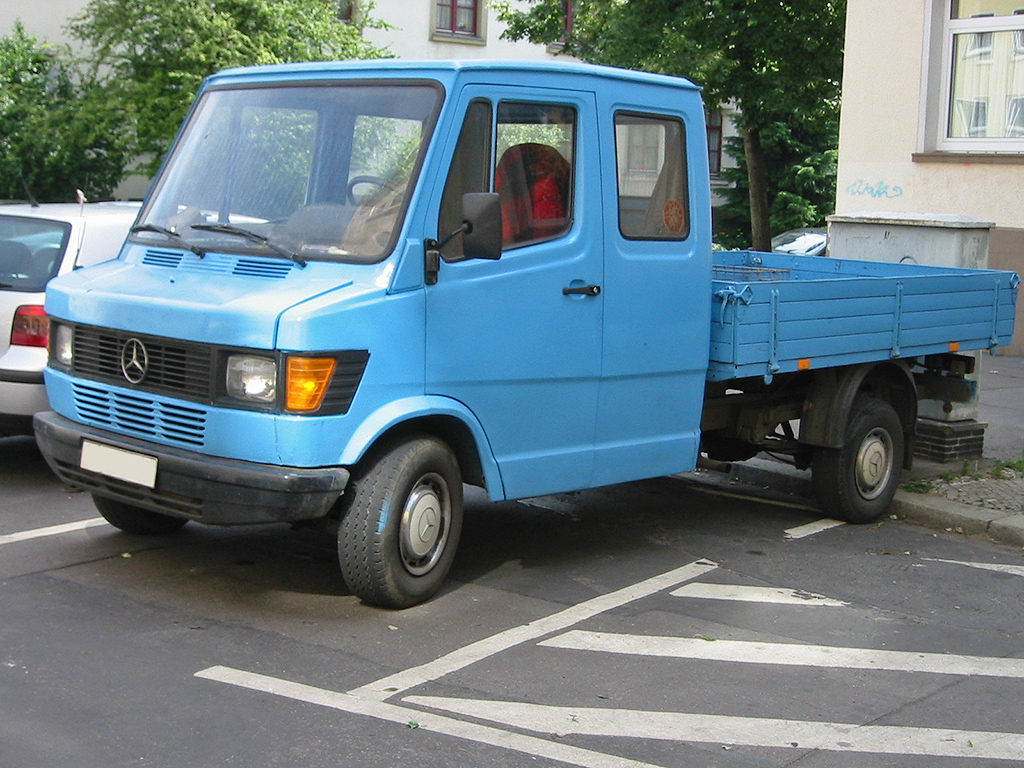
Бортовой Mercedes-Benz TN с двойной кабиной
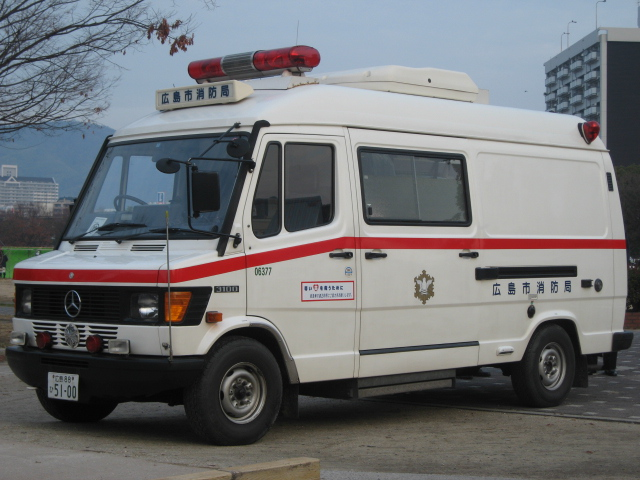
Карета скорой помощи на базе Mercedes-Benz 310D
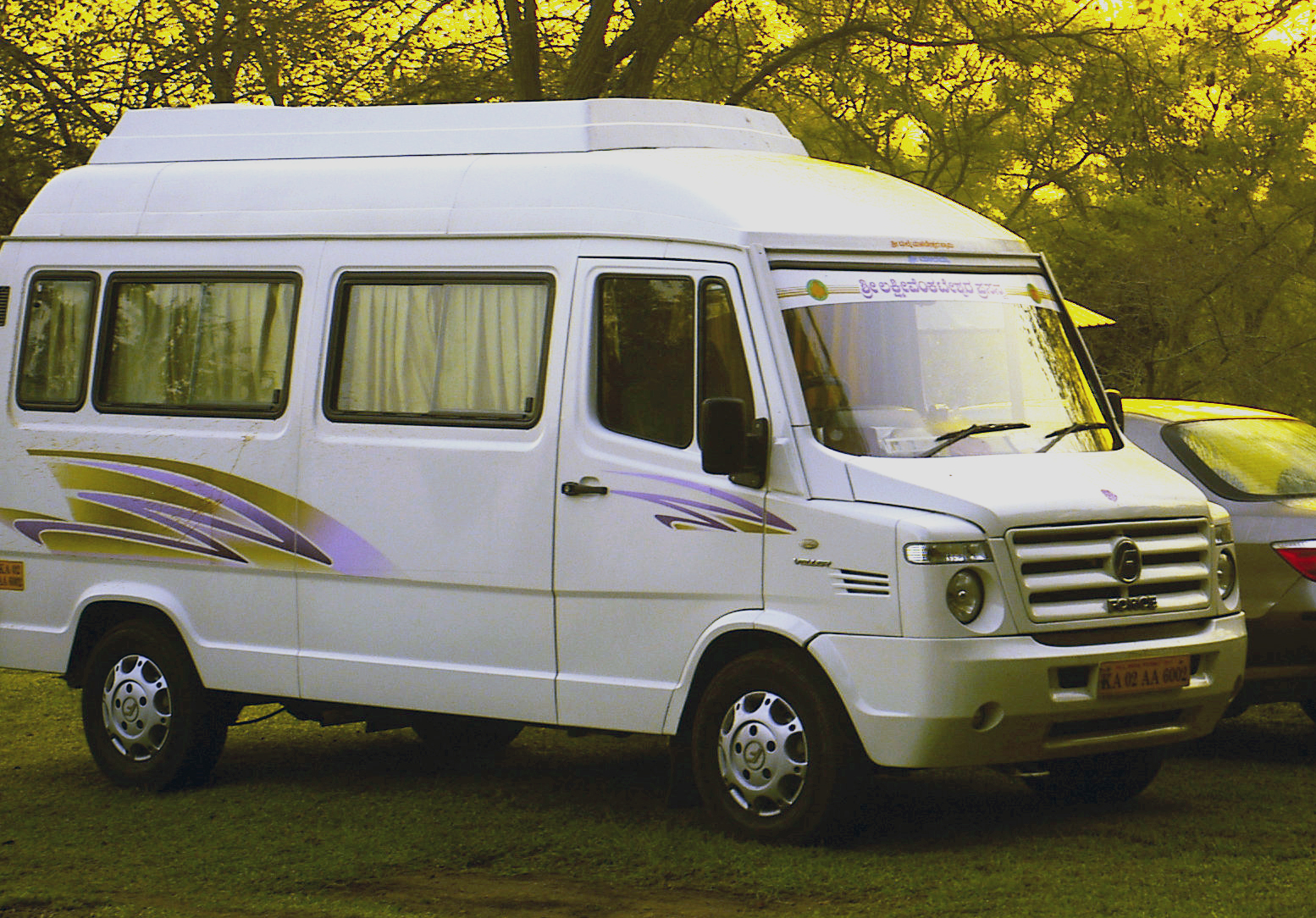
Force Traveller Luxury

## Модификации

### С дизельным двигателем
| Модель             | Двигатель               | Количество цилиндров | Расположение цилиндров | Мощность                                          | Крутящий момент       | Годы производства            |
| ------------------ | ----------------------- | -------------------- | ---------------------- | ------------------------------------------------- | --------------------- | ---------------------------- |
| 207D / 307D/ 407D  | OM616 (616.917/913/934) | 4                    | l4                     | 65 л. с.                                          | 137 Н*м               | 1977—1982                    |
| 207D / 307D        | OM615 (615.944)         | 4                    | l4                     | 55 л. с.                                          | 113 Н*м               | 08.1977—10.1985 (для Италии) |
| 207D / 307D / 407D | OM616 (616.937/939)     | 4                    | l4                     | 72 л. с.                                          | 137 Н*м               | 1982—1988                    |
| 208D / 308D / 408D | OM601 (601.940)         | 4                    | I4                     | 79 л. с./82 л. с. (с автоматической трансмиссией) | 157 Н*м               | 1989—1995                    |
| 209D / 309D / 409D | OM617 (617.913)         | 5                    | I5                     | 88 л. с.                                          | 160 Н*м               | 1982—1988                    |
| 209D / 309D / 409D | OM602 (602.940)         | 5                    | I5                     | 90 л. с. (для Бельгии)                            | 154 Н*м (для Бельгии) | 1989—1993                    |
| 210D / 310D / 410D | OM602 (602.940)         | 5                    | I5                     | 95 л. с./98 л. с. (c автоматической трансмиссией) | 192 Н*м               | 1989—1995                    |

### C бензиновым двигателем
| Модель          | Двигатель          | Количество цилиндров | Расположение цилиндров | Мощность  | Крутящий момент | Годы производства |
| --------------- | ------------------ | -------------------- | ---------------------- | --------- | --------------- | ----------------- |
| 208 / 308       | M115 (115.955/972) | 4                    | I4                     | 85 л. с.  | 160 Н*м         | 1977—1982         |
| 210 / 310 / 410 | M102 (102.942)     | 4                    | I4                     | 95 л. с.  | 170 Н*м         | 1982—1988         |
| 210 / 310 / 410 | M102 (102.945)     | 4                    | I4                     | 105 л. с. | 182 Н*м         | 1989—1995         |

### Электромобили
| Модель | Расположение цилиндров | Годы производства |
| ------ | ---------------------- | ----------------- |
| 307 E  | E-Engine               | 1978—1980         |

## Производство в Индии
В 1982 году компания Force Motors подписала контракт с Daimler-Benz на производство двигателя OM616 по лицензии в Индии для установки на свою линейку автомобилей. Этот двигатель Mercedes дал компании технологическое преимущество перед другими индийскими производителями, что привело к успеху нескольких моделей Bajaj Tempo.
Сотрудничество с Mercedes Benz (Daimler Benz) было всё больше укреплено с подписанием соглашения о сотрудничестве по производству Tempo Traveller в 1986 году. Эта линейка автомобилей была основана на популярной линейке Mercedes-Benz T1.
В 1987 году был основан завод по производству автомобилей Tempo Traveller, которые находятся в производстве и являются популярными грузовиками на индийском рынке.
Некоторые варианты, основанные на Tempo Traveller — это версии с высокой / низкой крышей, версии с коротким / длинным шасси и серия коммерческих транспортных средств Excel.
OM 616 или его варианты по-прежнему ставят на лёгкие коммерческие автомобили Bajaj Tempo, включая Tempo Traveller и новую серию грузовиков Excel. Bajaj Tempo также собирает другие двигатели Mercedes и поставляет их Mercedes Benz India Ltd.